# ナタリー・エモンズ
ナタリー・エモンズ（英語: Natalie Emmons、2月24日 - ）は、アメリカ、日本で活動する女優、歌手。誕生年は非公開。
トリバゴのコマーシャルで知られる。カラオケオーディション番組『のどじまん ザ!ワールド』に出演し、日本語で歌声を披露した。

## 来歴
アメリカ合衆国カリフォルニア州サンディエゴの出身で、芸能活動が本格化するまで並行して地元サンノゼの飲食店でウェイトレスとして勤務した。学生時代から日本人の友人の影響で日本に興味を抱いてジブリ映画のテーマ曲に感銘を受け、日本の歌を歌うきっかけとなった。
ユニバーサル・スタジオ・ジャパンのオーディションに歌うことができるダンサーとして応募し、2010年2月から2013年9月まで大阪に居住してシンガー、ダンサー、MCを務め、ショー・アトラクション「ユニバーサル・モンスター・ライブ・ロックンロールショー」でHIP役とHOP役のほかに『ユニバーサル・レインボー・サーカス』で主役を演じて数々受賞する。
ジブリ映画のテーマ曲をカバーした動画がYahoo Japanに掲載されるなど話題となり、2012年の年末番組日本テレビ系列『のどじまん ザ!ワールド』に26歳で出演して日本語の歌唱を披露し、NHK総合の『Doki Doki! ワールドTV』や、NHKワールドTVの『We Love Japanese Songs!』などの音楽番組に出演する。
2014年頃よりトリバゴのCMに出演して広く知られ、セイコーマートやスピードラーニング、日本通運などのCMに出演する。
2016年頃から「あのCM美女は誰？」などマスメディアで話題となる。
2017年1月、エスプリラインが発売した英語と日本語を話すバイリンガル人形「お話しサラちゃん」の声を担当した。同年エム・データが発表した「2017年上半期TV-CM タレントランキング」の、放送回数ランキング女性部門で4位にランクインした。同年10月から音響機器メーカーゼンハイザージャパンのキャンペーンキャラクターを務め、ダンスを披露している。
日本の女優業への意欲を示しており、テレビドラマ『家政夫のミタゾノ』に、アメリカから来日する老舗旅館の女将役でゲスト出演した。
2019年から文化庁の日本遺産大使に就任している（2025年3月31日まで）。
同年4月5日に初のソロ・コンサートとなる「ナタリー･エモンズ in コンサート」が開催された。

## トリバゴ
2014年から宿泊施設の料金比較を提供する「トリバゴ」のCMに出演して「トリバゴの女優」として広く知られる。CMが注目されはじめた当初は日本語の台詞が吹替であるとする邪推も見られたが、本人の声である。
ビデオオーディションに応募した際の様子を「日本語を話せる外国人はたくさんいるが、訓練を受けた女優を探すのは大変だったようだ」と語っている。スタッフはドイツ人が多く、当初は自信満々かつセクシーな演出の求めに「そのイメージは日本人向きではない」と助言したこともある。
2016年に「旅館も」などのセリフが加えられた幾つかのバージョン、2017年にチアリーダーのバージョンが放送された。1作品の中で計10種をふん装するものや、鼓笛隊で太鼓を叩くものがある。
2017年7月に、トリバゴのCMが「いい加減うざい」「深夜は特に多すぎて嫌いになった」など批判的な意見と、7月29日放送の『有吉反省会』に出演した様子が「CMのイメージと全然違う」「トリバゴのCMの時よりもかわいい」など好意的な意見をJ-CASTニュースが報じた。また2017年からは特にCM効果による認知度の拡がりを実感したという。

## 音楽活動

### のどじまんTHEワールド！
「世界一日本の歌がうまい外国人」を選ぶテレビ番組「のどじまんTHEワールド！」（日本テレビ系列）に、2012年から出演している。2016年までにアメリカ・カリフォルニア州代表で4度出演しているが、受賞していない。
放送日とカバーした楽曲／歌手名を記す。
- 2012年7月15日 - 手紙 〜拝啓 十五の君へ〜／アンジェラ・アキ[21]
- 2012年10月7日 - さよならの向う側／山口百恵[22]
- 2012年12月24日 - 恋におちて -Fall in love-／小林明子[23]
- 2016年10月26日 - 逢いたくていま／MISIA[24]

## 人物・エピソード
2017年7月29日、日本テレビ系列放送の『有吉反省会』にゲスト出演し、キャベツを1玉まるごとカバンに入れて持ち歩き、移動中などの空腹時におやつ代わりに食べていることを明かした。芸人「とにかく明るい安村」の「安心してください。履いてますよ」のネタを「Don't worry.　I'm wearing.」と英語で披露し、動きや表情も真似して演じ、スタジオの笑いを誘ったことをJ-CASTニュースが報じた。

## 出演

### テレビ番組
- のどじまん ザ!ワールド（2012年7月15日 - 2016年10月26日、日本テレビ） - 詳細は「音楽活動」の項目参照。
- Doki Doki! ワールドTV（2015年12月7日、NHK総合）[25]
- We Love Japanese Songs!（2015年12月25日、NHKワールドTV）[6][5]
- 秘密のレッスン（2017年7月1日、毎日放送）[26]
- 今夜くらべてみました（2017年7月26日、日本テレビ）[4]
- 有吉反省会（2017年7月29日、日本テレビ）[27][注 6]
- 本当にあった（秘）ミステリー（2017年10月10日、テレビ東京） - MC[28]
- 『痛快TV スカッとジャパン』（2018年2月26日、フジテレビ） - 外国人ヒーロースカッと[29]
- 世界が騒然!本当にあった（秘）ミステリー（2018年4月3日、テレビ東京） - MC[30]
- じょんのび日本遺産（2018年10月7日 - 2020年7月5日、TBS） - 旅人[31][16]
- ミ社ラン（2019年9月23日、TBS） - MC[32]
- 日本人のおなまえ（2021年5月13日、NHK総合）

### テレビドラマ
- デイジー・ラック 第6回（2018年5月25日、NHK総合） - チェルシー・ニコル・カートマン 役
- 家政夫のミタゾノ 第2シリーズ第7話（2018年6月1日、テレビ朝日） - メアリー・アニンストン 役[7]
- 日本沈没-希望のひと- 第7話 - 第9話（2021年11月28日 - 12月12日、TBS） - GNNキャスター 役
- ながたんと青と-いちかの料理帖- 第3話（2023年4月7日、WOWOW） - モーガン女史 役

### CM
- トリバゴ（2014年 - ）[7]
- セイコーマート
- スピードラーニング
- 日本通運
- スクウェア・エニックス - 『ドラゴンクエストモンスターズ スーパーライト』
- 健栄製薬 - 『手ピカジェルプラス』[33]

### 公演
- ブロードウェイ クリスマス・ワンダーランド 2017（2017年12月15日 - 25日、東急シアターオーブ） - シンガー[19]
- ブロードウェイ クリスマス・ワンダーランド 2018（2018年12月15日 - 25日、東急シアターオーブ） - シンガー、MC[34]
- ナタリー･エモンズ in コンサート（2019年4月5日、マウントレーニアホール 渋谷プレジャープレジャー） - 初のソロ・コンサート[17]